# 76/62 Compact
Das OTO 76/62 ist ein vollautomatisches Schiffsgeschütz in vier Modellvarianten des italienischen Herstellers Oto Melara (heute Leonardo S.p.A.) für den Einsatz auf Kriegsschiffen. Die Bezeichnung basiert auf dem 76-mm-Geschützrohr mit Kaliberlänge 62.

## Beschreibung
Im Unterschied zu vergleichbaren Schiffsgeschützen ist das 76/62 Compact speziell als vollautomatisches und vor allem leichtes Waffensystem konzipiert. Durch sein geringes Gewicht und seine geringe Größe wird das Geschütz vor allem auf kleineren Schiffen und Booten eingesetzt.
Das System kann sowohl gegen Luft- als auch Bodenziele (Schiffs- und Küstenbeschuss) eingesetzt werden. Die Kadenz liegt bei 85 Schuss pro Minute, die Reichweite beträgt 18 Kilometer. Alternativ zu konventioneller Munition kann auch die reichweitengesteigerte Vulcano-Munitionsfamilie verschossen werden, welche die effektive Reichweite des Geschützes auf rund 40 km steigert. In den Magazinen der Waffe werden bis zu 80 Schuss gelagert.

## Versionen

### Compact
Initiale Version, welche leicht an der runden Kuppelform erkennbar ist. Die Feuerrate liegt bei 85 Schuss pro Minute.

### Super Rapid
Die 1990 entwickelte Version verfügt über ein neues Munitionszuführungssystem, was eine Erhöhung der Feuerrate auf bis zu 120 Schuss pro Minute ermöglichte. Die Version verfügt über ein überarbeitetes Design mit verbesserten Tarnkappeneigenschaften.

### Strales System
Mit der Entwicklung der DART-Munition wollte die italienische Marine ihre Waffensysteme aufwerten, um auch diese nutzen zu können. Mit Hilfe eines zusätzlich verbauten Radar-Systems in das Geschütz kann es nun auch als Nahbereichsverteidigungssystem zur Abwehr von Flugkörpern eingesetzt werden.

### Sovraponte
Die Version ist die neueste Entwicklungsstufe und basiert auf der Super-Rapid-Variante. Einerseits wurden die Tarnkappeneigenschaften neuerlich verbessert und andererseits benötigt diese Variante keinen Decksdurchbruch mehr. Der 76 Granaten umfassende Munitionsvorrat ist direkt unter dem Geschütz untergebracht.

### Fajr-27
Unter dieser Bezeichnung produziert der Iran eine nicht-lizenzierte Version der Compact-Variante, welche durch Reverse Engineering entwickelt wurde.

## Nutzer
Folgende Schiffe verwenden das Waffensystem (Liste nicht vollständig):

### Asien
Indonesien
- Bung-Tomo-Klasse

 Japan
- Abukuma-Klasse
- Asagiri-Klasse
- Hatsuyuki-Klasse
- Hayabusa-Klasse
- JS Ishikari (Einzelschiff)
- Yūbari-Klasse

 Taiwan
- Cheng-Kung-Klasse

 Malaysia
- Kedah-Klasse

 Südkorea
- Pohang-Klasse

### Afrika
Südafrika
- Valour-Klasse

### Europa

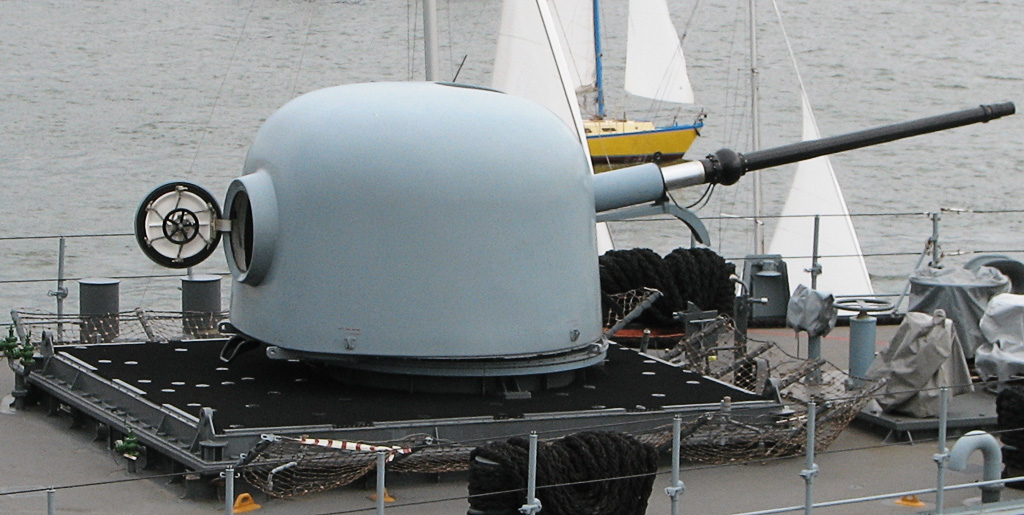
76 mm/62 Compact auf der Mecklenburg-Vorpommern

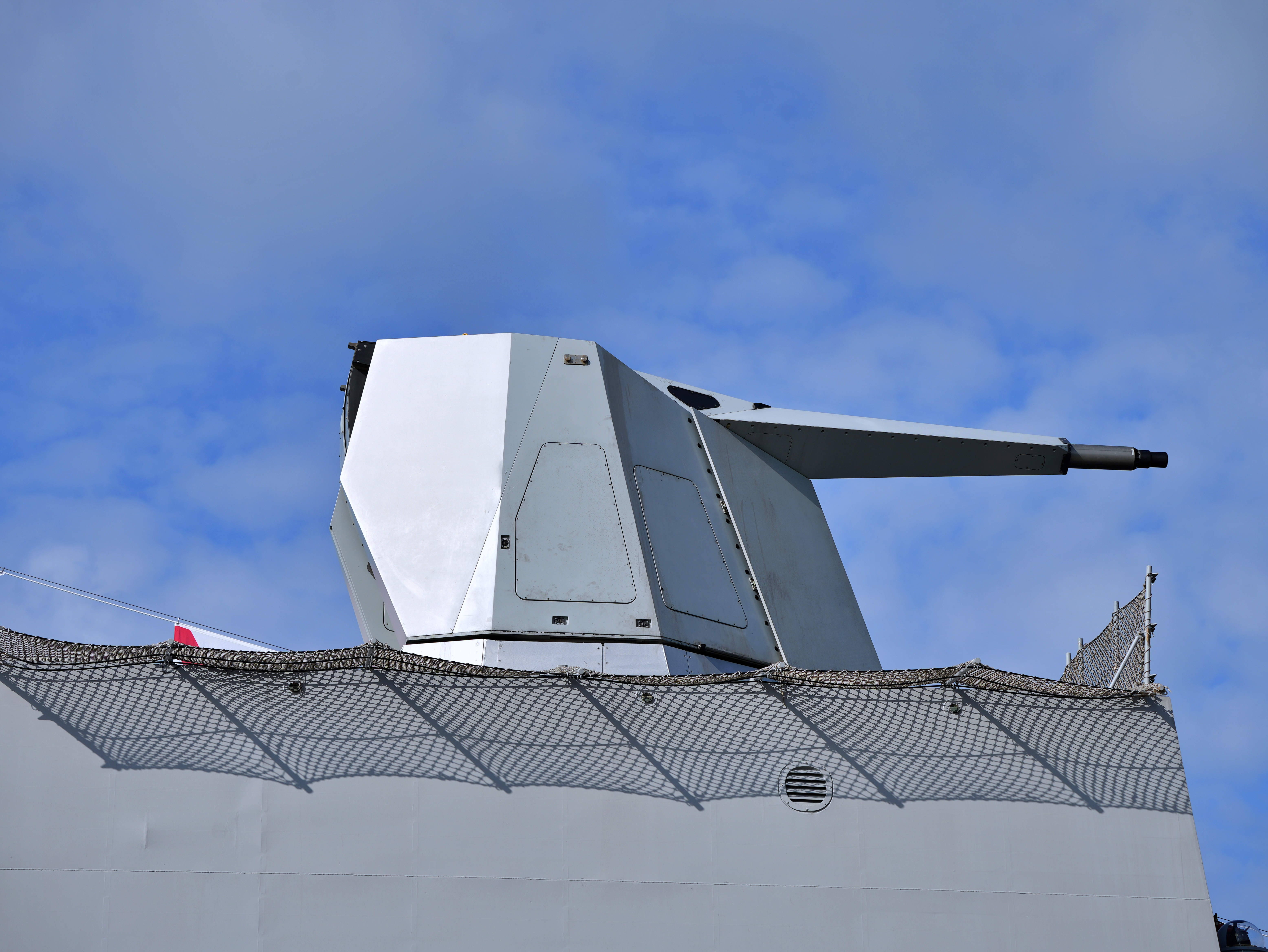
76/62 mm Strales Sovraponte auf dem Patrouillenboot Francesco Morosini

Frankreich
- Aquitaine-Klasse
- Horizon-Klasse

 Deutschland
- Sachsen-Klasse
- Brandenburg-Klasse
- Bremen-Klasse
- Braunschweig-Klasse
- Gepard-Klasse
- Albatros-Klasse
- Tiger-Klasse

 Irland
- Peacock-Klasse
- Róisín-Klasse
- Samuel-Beckett-Klasse

 Italien
- Andrea-Doria-Klasse
- Vittorio Veneto
- Audace-Klasse
- Cassiopea-Klasse
- De-la-Penne-Klasse
- Bergamini-Klasse
- Horizon-Klasse
- Cavour
- Minerva-Klasse
- Thaon-di-Revel-Klasse

 Norwegen
- Skjold-Klasse SR
- Fridtjof-Nansen-Klasse SR

 Dänemark
- Willemoes-Klasse Compact
- Niels-Juel-Klasse Compact
- Thetis-Klasse SR
- Flyvefisken-Klasse SR
- Iver-Huitfeldt-Klasse SR

 Spanien
- Descubierta-Klasse Compact
- Santa-María-Klasse Compact
- Meteoro-Klasse Compact

### Amerika
Argentinien
- Espora-Klasse

 Vereinigte Staaten
- Oliver-Hazard-Perry-Klasse Compact